# Dirrty

"Dirrty" é uma canção gravada pela cantora americana Christina Aguilera com participação do rapper Redman. A canção foi escrita por Aguilera e Redman junto com Jasper Cameron, Muhammad Balewa, e Rockwilder para o quarto álbum de estúdio de Aguilera, Stripped (2002). Aguilera queria produzir uma canção "baixa e suja" para anunciar sua volta e uma nova imagem. Ela também decidiu usar um erro de ortografia para o título como uma forma de personalizar a música. A canção foi lançada como primeiro single do álbum, pela RCA Records.
Ela recebeu críticas mistas dos críticos de música. Alguns considerou-a como uma "não canção" e descobriu que o alcance vocal de Aguilera na música era muito estreito. No entanto, outros elogiou-o como a melhor faixa de Stripped. Comercialmente, a canção alcançou a posição #48 na Billboard Hot 100, mas foi melhor recebida em outros países, chegando a #1 posição no Reino Unido e na Irlanda. O single foi certificado ouro em mais de 8 países, entre eles: Suíça, Nova Zelandia e Bélgica, ao todo vendeu mais de 500 mil cópias em todo o mundo. A canção é lembrada por muitos críticos em todo o mundo, pela evolução musical de Aguilera, deixando aquela velha menina dócil para trás e apostando em algo mais adulto e obsceno. "Dirrty" foi indicado na categoria "Melhor Colaboração Pop com Vocais" no Grammy Award.
O videoclipe da música foi eleito pelo site MSN, através de uma votação popular, como o mais sexy de todos os tempos e ficou na posiçao de número #1, ficando a frente de I'm A Slave 4 U de Britney Spears e Crazy in Love de Beyoncé. Aguilera fez uma performance de "Dirrty", em uma série de lugares, incluindo o do Justified/Stripped Tour, e na Stripped World Tour (2003) e em sua última turnê Back to Basics Tour. (2006).

## Antecedentes

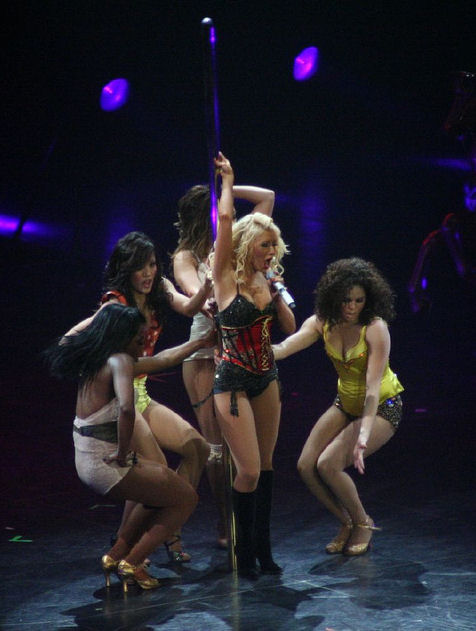
Aguilera performando Dirrty na Back to Basics Tour.

Aguilera já havia trabalhado com o produtor de hip hop, Rockwilder, durante a gravação de "Lady Marmalade" (2001). No final da tomada de Stripped, Aguilera se aproximou dele novamente, querendo a sua ajudar para produzir uma canção "baixa e suja" para anunciar sua volta e uma nova imagem. Aguilera sugeriu usar uma canção de Redman "Let's Get Dirty (I Can't Get in da Club)" (2001) como um guia, e resultando "Dirrty". Linda Perry, que já havia trabalhado com Aguilera em "Beautiful", declarou que ela e o mentor de Aguilera tinha recomendado "Dirrty" como o primeiro single de Stripped. RCA Records, no entanto, afirmou que tinha concordado com Aguilera em lançar "Dirrty" para atrair a atenção para a nova Aguilera e do álbum. Mais tarde, Aguilera produziu uma música usando "Dirrty" como mensagem para sua canção chamada "Still Dirrty" para seu álbum de 2006, Back to Basics.
"Dirrty" é uma canção de hip hop composto na chave de G menor. As linhas no coro e do rapper Redman são destacados por um par de B♭ díades oitava. A letra da canção tem como detalhe atividades sexuais como a dança. Aguilera decidiu usar um erro de ortografia para o título como uma forma de personalizar a música, considerando também "Dirtee" ou "Dirrdy". Ela decidiu, em "Dirrty" como um reflexo do vídeo da música, comentando, "Eu senti que ter dois "R" seria como, forma de grrr... corajosas... e coisas ilegais acontecendo".

## Recepção da crítica

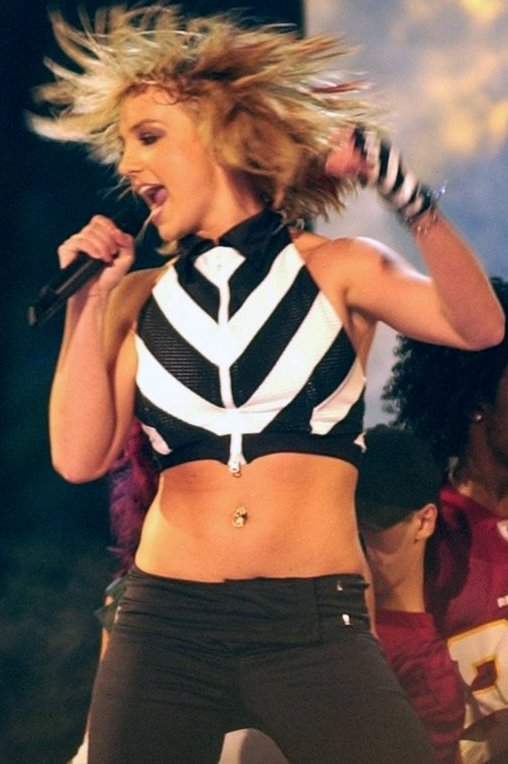
Christina foi negativamente comparada com o single "I'm A Slave 4 U" de Britney Spears.

"Dirrty" recebeu críticas mistas dos críticos de música. Allmusic se refere a ela como uma "não-canção" e descobriu que alcance vocal de Aguilera na música era muito estreito. Entertainment Weekly deu uma nota D-, chamando o cantar da música de "desesperado e estridente", e descobri que uma tentativa mal sucedida para ganhar credibilidade nas ruas. The Guardian, no entanto, o descreveu como "imundamente majestosa", e Slant Magazine referiu a ele como "uma das melhores músicas do Stripped".
Stylus Maganize chamou de "melhor single de 2002", impressionado pela forma como "o bassline não chega a engrenar com a música de uma forma natural", eo uso eficaz de overdubbing também comentou dizendo: "E por que não deveria ser apreciado em grupos? isso é o que a música pop é tudo, apelando para tantas pessoas quanto possível. E Deus sabe que precisamos de pessoas ao redor de mim quando ouvir essa música me pegar do chão. Está absolutamente cansativo tanto ouvir-tente concentrar a cada parte (é duro e dói meu cérebro para fazê-lo) - e para a dança-OK, eu não sou o maior bailarino mundo, mas eu comecei a suar profusamente a primeira vez que eu tentei fazer esta canção a outra noite. Se você faz a música alguma justiça no ouvir/dançar, você vai começar a tornar-se tão cansado como estava em ambas as ocasiões". A faixa ganhou várias indicações a prêmios, incluindo uma indicação ao Grammy na categoria de "Melhor Colaboração Pop com Vocais". O vídeo ganhou um prêmio MOBO na cerimônia de 2003 como "Vídeo do ano". "Dirrty" também ganhou o premio de música do ano no Q britânico 2003 cerimônia de premiação.

## Desempenho nas Paradas

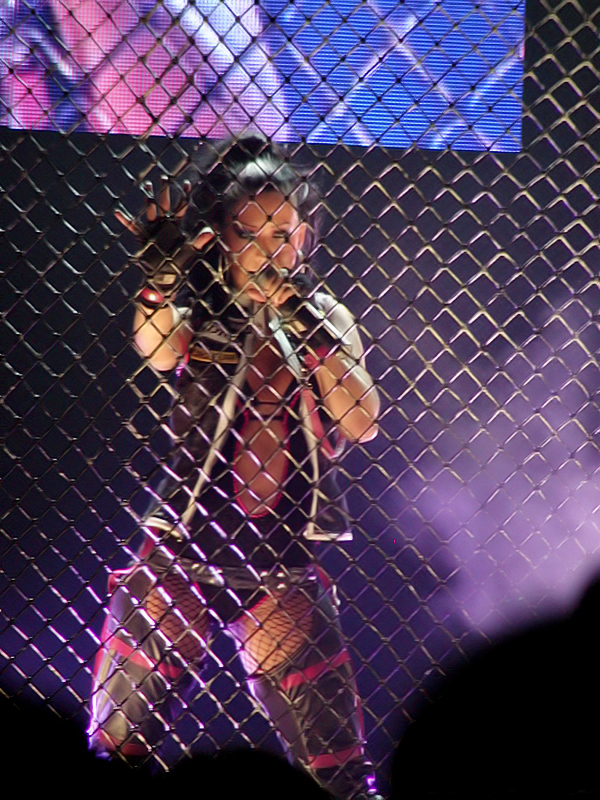
Aguilera performando durante Stripped World Tour em 2003

Nos Estados Unidos, "Dirrty" teve um mau desempenho na Billboard Hot 100, só atingindo o número #48, sendo essa sua primeira música a não alcançar o top 20. Embora tenha ficado mais de 40 semanas na Billboard sendo essa sua canção com mais tempo na parada. A canção foi melhor sucedida em mercados tradicionais, alcançando o número #14 no Top 40 Mainstream e número #22 no Top 40 Tracks. Teve algum sucesso crossover e chegou ao número #20 na Rhytimic 40 Top. "Dirrty" foi indicada na categoria "Melhor Colaboração Pop com Vocais" em 2003 no Grammy Awards, mas perdeu para Santana "The Game of Love" com Michelle Branch.
"Dirrty" teve muito mais sucesso na Europa. No Reino Unido, a canção estreou na #1 posição da parada em 17 de outubro de 2002 (para a semana que terminou em 23 de novembro de 2002), e permaneceu lá por duas semanas, e é oficialmente um dos 30 singles mais vendidos de 2002. O single foi bem sucedido em toda a Europa, alcançando o top #5 na Alemanha, Áustria, Bélgica, Dinamarca, Irlanda, Holanda, Noruega, Espanha e Suíça, e top #10 na Itália, Portugal e Suécia. 'Dirrty' dominou o mercado Latino - Americano rapidamente chegando ao Top 3.
O single teve sucesso similar em outro lugar. Ele estreou na parada de singles do Canadá no número 37, mais tarde, atingindo o número #5, e permaneceu dentro do top #10 por três meses. Ele chegou ao número #4 durante três semanas consecutivas na parada australiana ARIA Singles, com duração de 11 semanas na tabela. O single chegou a posição 36º nas paradas de fim de ano, e, no número #12 na parada de singles Urbano. ARIA entregou certificado platina para "Dirrty" por ter vendido mais de 70 000 cópias. "Dirrty" ficou na parada de singles italiano por 21 semanas, atingindo a #8 posição. Com o forte desempenho no mercado Europeu e Latino - americano , Dirrty alcançou o Topo da Parada Mundial onde permaneceu por 3 semanas . As vendas de "Dirrty", em que nos EUA não foram tão bem sucedidos como singles anteriores de Aguilera, mas apenas porque foi lançada como um single de vinil 12 "A pista tornou-se um hit internacional Top 5, passando 25 semanas nas paradas na Suíça.. "Dirrty", foi disco de platina pela IFPI e ouro na Nova Zelândia.

## Videoclipe
O vídeo da música foi dirigido por David LaChapelle, com ajuda de Aguilera na criação. Ele retrata o que foi descrito como "uma orgia pós-apocalíptica". O vídeo abre com Aguilera se preparando onde sai de uma moto em um nightclub. Vestindo um biquíni e chaps, ela é abaixada a partir de uma gaiola em cima de um Ringue de Boxe, acompanhada de vários dançarinos. Uma mulher mascarado é abaixada no ringue e os dois envolver-se em foxy de boxe. A cena é intercut com seqüências de Aguilera dança em um topo de culturas, que mais tarde ela remove para revelar um parte superior de biquini, e um microskirt. Redman então passa por um corredor, passando as pessoas, como os lutadores de lama, um contorcionista, e furries. Os proventos de vídeo para o uma cena de Aguilera e de back-up dançarinos salpicos e a dançar enquanto que está sendo pulverizada com água em um quarto de contendo mictórios vários, como uma possível referência a urolagnia.
O vídeo da música foi bem sucedida em programas de gráfico de vídeo. Ele estreou no total de MTV Request Live 02 de outubro de 2002, no número #6. Durou 44 dias no programa, metade dos quais estavam no topo da contagem regressiva. No 2003 MTV Video Music Awards, o vídeo foi nomeado para "Melhor Vídeo Feminino", "Melhor Vídeo Dance", "Melhor Vídeo Pop" e "Melhor Coreografia". O vídeo durou oito semanas em contagem regressiva MuchMusic, o pico no número #11. Em seu final, em 2008, da MTV, TRL nomeado o vídeo como o maior quarto da geração MTV. No final de 2004, o vídeo foi eleito o "Vídeo mais Sexy de Música de Todos os Tempos" por mais de quatro milhão de leitores da FHM. Slant Magazine também chamado o vídeo uma de "Os 100 Melhores Vídeos da Música de Todos os Tempos", chegando a posição número #100. Em 2012, o Reino Unido é o jornal The Sun chamou Dirrty de vídeo raunchiest música pop de todos os tempos afirmando "Apesar da notoriedade e sua natureza sexual, ela Dirrty promo foi o que fez dela um nome familiar no mundo inteiro e ajudou-a a se tornar uma diva pop mega-venda para os próximos anos come. Safe dizer seu icônico tornar-se".

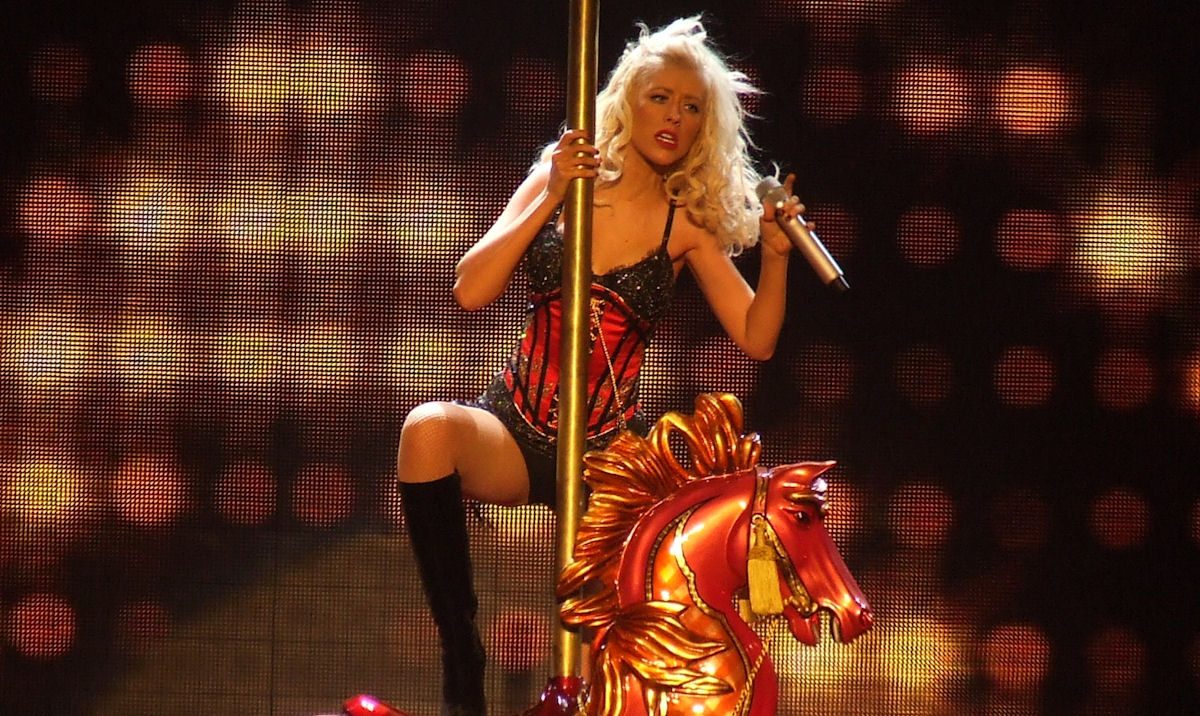
Durante as apresentações da Back to Basics Tour, Aguilera faz uso de um cavalo de carrossel para efetuar uma pole dance ao cantar "Dirrty".

### Controvérsia
O vídeo gerou algumas controvérsias e apresentou uma nova imagem pública de Aguilera. Quando Perry viu pela primeira vez o vídeo, ela disse para Aguilera: "Você é adulta, sabe que isso é chato. Por que está fazendo isso?". Duas semanas depois de sua estreia, o vídeo já havia sido envolvido em controvérsias, Aguilera disse no programa Saturday Night Live que: "Quando as pessoas veem este vídeo, eles vão parar de pensar em mim como uma loira inocente, que deixa com que a gravadora controle ela, ou seja, um produto da mídia". Aguilera comentou mais tarde que ela ficou chateada com as paródias que fizeram do clipe, dizendo: "Isso poderia ter ficado engraçado, se fosse guardado apenas para quem o fez".
A nova imagem de Aguilera foi amplamente rejeitada pelo público americano, na medida em que ele começou a ofuscar sua voz na música. A Entertainment Weekly descreveu como "uma mulher em desespero", enquanto a The Village Voice disse que ela se tornou uma "garota sem limites". Muitos dos contemporâneos de Aguilera, como Shakira e Jessica Simpson, desaprovou sua imagem e a sexualidade do vídeo. A revista Time, comentou que "ela parecia ter chegado no set... diretamente como uma garota comum", e finalizou dizendo: "Desta vez acrescento um "R" a mais na palavra ruim". A escritora Emma Forrest comentou: "O que está acontecendo com Aguilera é um transtorno de sexualidade, se ela acha que ser assim é normal em pessoas jovens, está errada. Nem mesmo Madonna fez isso em sua época". Aguilera rebateu as críticas do vídeo e disse que gosta de apostar em coisas diferentes, e que acha estranho agora ser como ela era em seu primeiro álbum de estúdio. Ela então, ficou ao lado do vídeo e de sua imagem, e disse em respostas às críticas do vídeo:
| “ | "Quando você é ousada, artisticamente falando, na música e no vídeo, um grupo de pessoas inteiras são contra você, e não por ser ruim, e sim por que se sentem ameaçados por você, especialmente na América Central. Ok, eu posso ter sido a mulher nua no vídeo, mas se você assistir com bastante atenção ao vídeo, verão que eu estou no controle da situação, não sou a garota fútil quase pelada em um vídeo de rap. Não faço isso por marketing, apenas não me sinto bem sendo como eu era nos anos 90". | ” |

Nos anos seguintes o vídeo se tornou comum, apesar das críticas negativas sobre eles, o vídeo recebeu elogiou de nomes como Kelly Clarkson, Miley Cyrus e Taylor Momsen, onde Cyrus dizia que "Dirrty" é o "Melhor Vídeo de Todos os Tempos".

## Performances ao vivo
Aguilera cantou "Dirrty", em uma série de lugares, incluindo a turnê acompanhada de seu amigo de infância, Justin Timberlake em, Justified/Stripped Tour, e sua turnê Stripped World Tour (2003) e em sua última turnê Back to Basics Tour (2006). A música também está presente no DVD, Stripped Live in Reino Unido. Ela executou no MTV Europe Music Awards em 2002, reacreating o palco como um ringue de boxe ao entrar no palco montando uma motocicleta e usando as rachaduras infames assless durante a performance, como pode ser visto no vídeo. Também foi realizado no Top of the Pops e T4 no Reino Unido no mesmo ano. Ela cantou a faixa no 2003 MTV Video Music Awards, em um medley com Fighter.

## Posições/Certificações
| Tabela musical (2002)                     | Melhor posição |
| ----------------------------------------- | -------------- |
| Austrália - ARIA Charts                   | 4              |
| Áustria - Ö3 Austria Top 75               | 5              |
| Bélgica - Ultratop (Flandres)             | 4              |
| Canadá - Canadian Hot 100                 | 5              |
| Dinamarca - Billboard                     | 4              |
| União Europeia - European Hot 100 Singles | 2              |
| Finlândia - RIANZ                         | 20             |
| França - SNEP                             | 98             |
| Alemanha - Media Control Charts           | 4              |
| Grécia - IFPI                             | 24             |
| Hungria - Single Top 10                   | 5              |
| Irlanda - IRMA                            | 1              |
| Países Baixos - SNEP                      | 2              |
| Nova Zelândia - RIANZ                     | 20             |
| Noruega - VG-lista                        | 3              |
| Itália - FIMI                             | 8              |
| Espanha - SNEP                            | 3              |
| Suécia - Sverigetopplistan                | 6              |
| Suíça - Schweizer Hitparade               | 3              |
| Reino Unido - UK Singles Chart            | 1              |
| Estados Unidos - Billboard Pop Songs      | 48             |
| Estados Unidos - Billboard Hot 100        | 14             |

| Tabela musical (2002)                 | Melhor posição |
| ------------------------------------- | -------------- |
| Austrália - ARIA                      | 36             |
| Áustria - Ö3 Austria Top 40           | 65             |
| Irlanda - IRMA                        | 19             |
| Países Baixos - Mega Single Top 100   | 16             |
| Suíça - Schweizer Hitparade           | 22             |
| Reino Unido - Official Charts Company | 30             |

| Tabela musical (2003)                   | Melhor posição |
| --------------------------------------- | -------------- |
| Áustria - Ö3 Austria Top 40             | 58             |
| Países Baixos - Official Charts Company | 53             |

## Certificações/Vendas
| País/Associação      | Certificação | Vendas  |
| -------------------- | ------------ | ------- |
| Austrália - ARIA     | Platina      | 70 000+ |
| Bélgica - BEA        | Ouro         | 25 000+ |
| Dinamarca - SNEP     | Ouro         | 5 000+  |
| Países Baixos - BVMI | Ouro         | 40 000+ |
| Noruega - RIANZ      | Platina      | 10 000+ |
| Suécia - FIMI        | Platina      | 30 000+ |
| Nova Zelândia - IFPI | Ouro         | 7 500+  |
| Suíça - RIAA         | Ouro         | 20 000+ |